# Antonio Franco

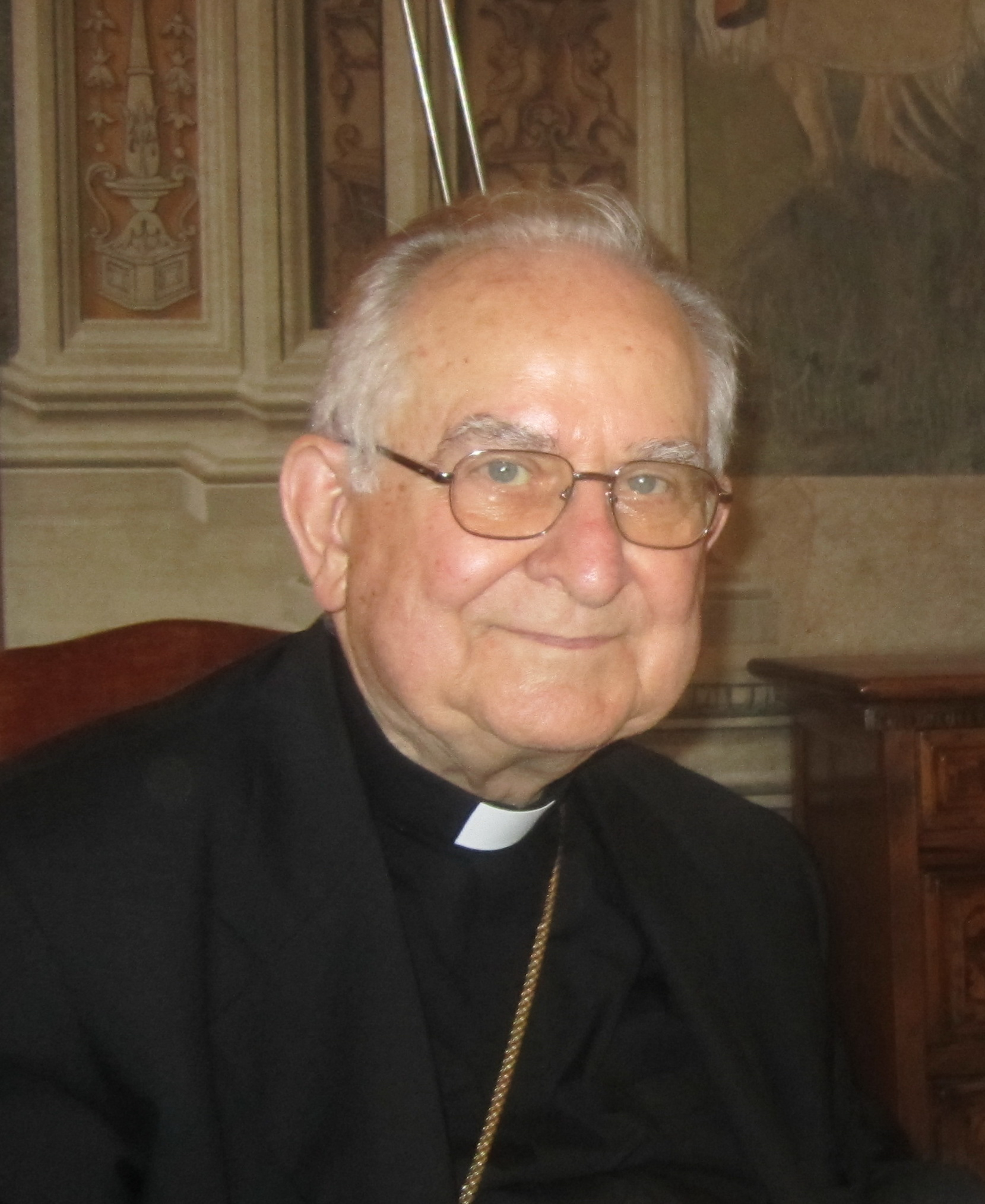
Antonio Franco

Antonio Franco (* 24. März 1937 in Puglianello, Provinz Benevento, Italien) ist ein vatikanischer Diplomat.

## Leben
Franco empfing am 10. Juli 1960 die Priesterweihe und war anschließend als Priester im Bistum Cerreto Sannita-Telese-Sant’Agata de’ Goti tätig.
Später trat er in den diplomatischen Dienst des Heiligen Stuhls ein. Papst Paul VI. verlieh ihm am 12. September 1973 den Ehrentitel Kaplan Seiner Heiligkeit (Monsignore). Am 14. September 1985 verlieh ihm Papst Johannes Paul II. den Titel Ehrenprälat Seiner Heiligkeit. Am 28. März 1992 ernannte ihn Johannes Paul II. zum Apostolischen Nuntius in der Ukraine sowie zum Titularerzbischof von Gallesium. Die Bischofsweihe spendete ihm Johannes Paul II. am 26. April desselben Jahres im Petersdom; Mitkonsekratoren waren Franciszek Kardinal Macharski und Angelo Kardinal Sodano.
Nach dem Tod von Gian Vincenzo Moreni wurde er am 6. April 1999 Apostolischer Nuntius auf den Philippinen. Während dieser Zeit weihte er unter anderem Cornelio Galleo Wigwigan zum Bischof.
Am 21. Januar 2006 wurde Antonio Franco Apostolischer Nuntius in Israel und Zypern sowie zugleich Apostolischer Delegat in Jerusalem und Palästina. Am 18. August 2012 wurde Giuseppe Lazzarotto zu seinem Nachfolger ernannt.
Der Kardinalgroßmeister des Ritterordens vom Heiligen Grab zu Jerusalem Edwin Frederick O’Brien bestellte Antonio Franco am 22. Februar 2013 als Nachfolger des erkrankten Kurienerzbischofs Giuseppe De Andrea in die Ordensleitung. Seit dem 21. Dezember 2012 ist er durch ein Motu proprio des Großmeisters Ordenskomtur mit Stern. Am 24. Oktober 2017 wurde Antonio Franco von Kardinal-Großmeister Edwin Frederick O’Brien zum Großkreuz-Ritter promoviert und zum Ehren-Assessor des Päpstlichen Laienordens ernannt. Zudem wurde er für sein Wirken mit der Goldenen Palme von Jerusalem ausgezeichnet.

## Wirken
In seiner Funktion als Apostolischer Nuntius in Israel und Zypern vertritt er insbesondere auch die Interessen der römisch-katholischen Kirche in Israel und in Zypern. Zugleich ist er auch Kanzler der Universität Bethlehem.
Im Juni 2006 bemühte er sich vergeblich um die Freilassung des von militanten Palästinensern entführten israelischen Soldaten Gilad Schalit.